# Église Saint-Martin de Beaucamps-le-Vieux
L'église Saint-Martin de Beaucamps-le-Vieux est situé sur le territoire de la commune de Beaucamps-le-Vieux, dans le département de la Somme.

## Historique
La précédente église qui datait du XVIe siècle (clocher du XVIIe siècle) ayant été détruite par une tornade, le 10 août 1895, le conseil municipal décida la construction d'un nouvel édifice. L'église actuelle fut construite en 1899-1900.

## Caractéristiques

### Extérieur
La nouvelle église fut construite à l’initiative de l'abbé L. Couvreur, curé de la paroisse de 1881 à 1905, en brique en style néo-gothique très prisé à l'époque, selon un plan basilical traditionnel avec nef à deux bas-côtés, transept et chœur. Le clocher-porche est surmonté d'un toit en flèche. La façade principale est percée de trois portails ; le portail central est abrité par un porche surmonté du clocher.

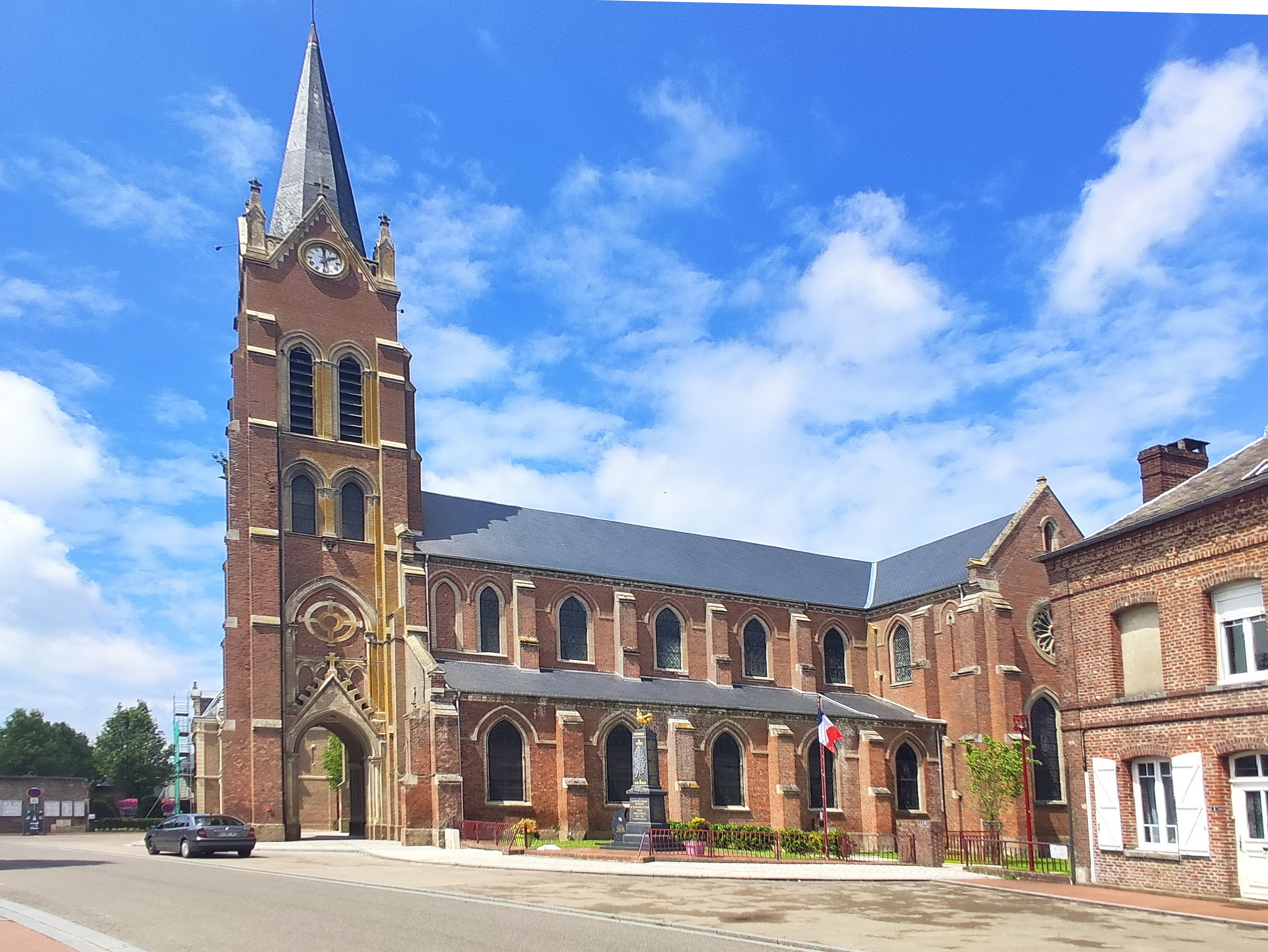
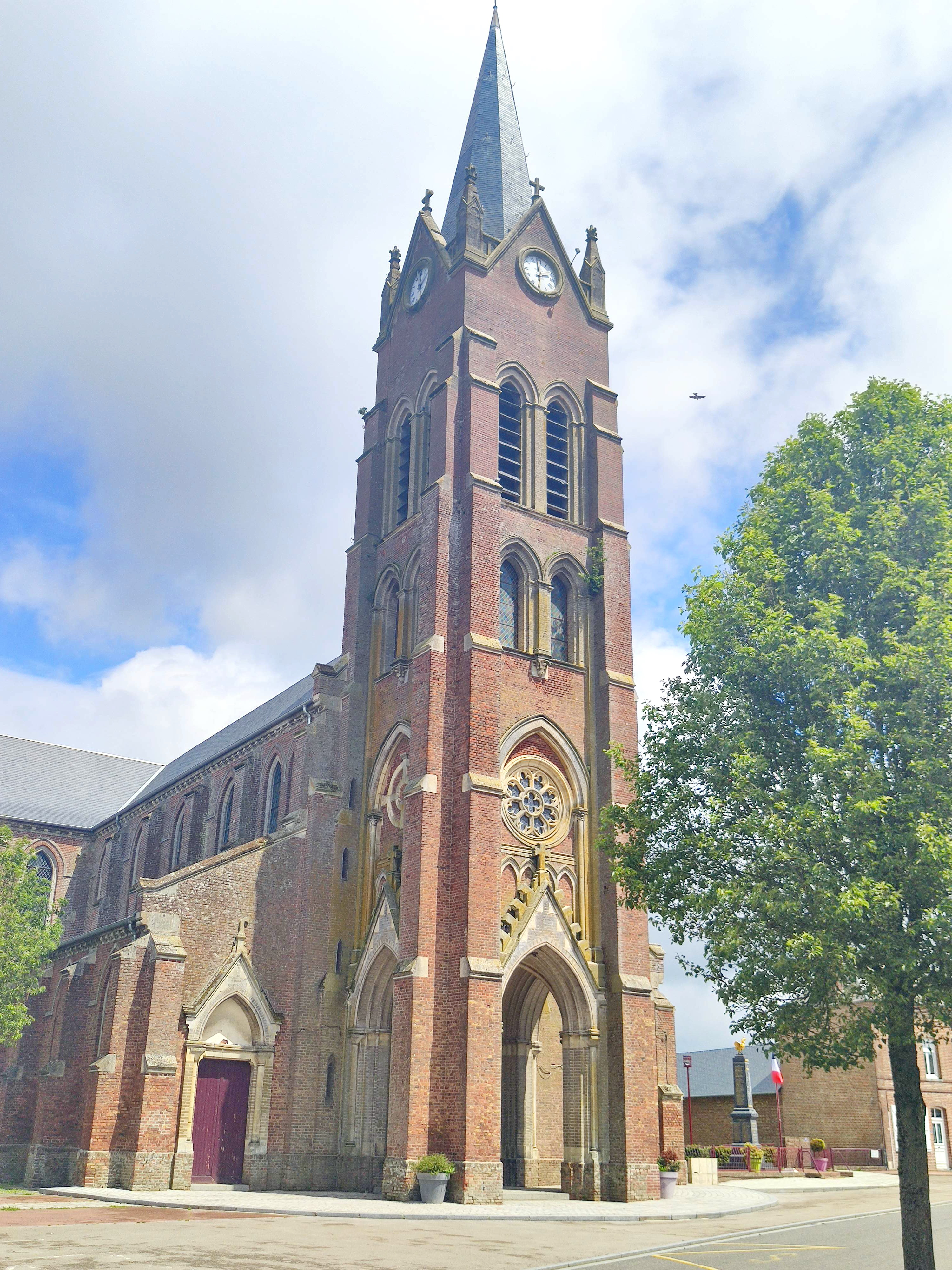
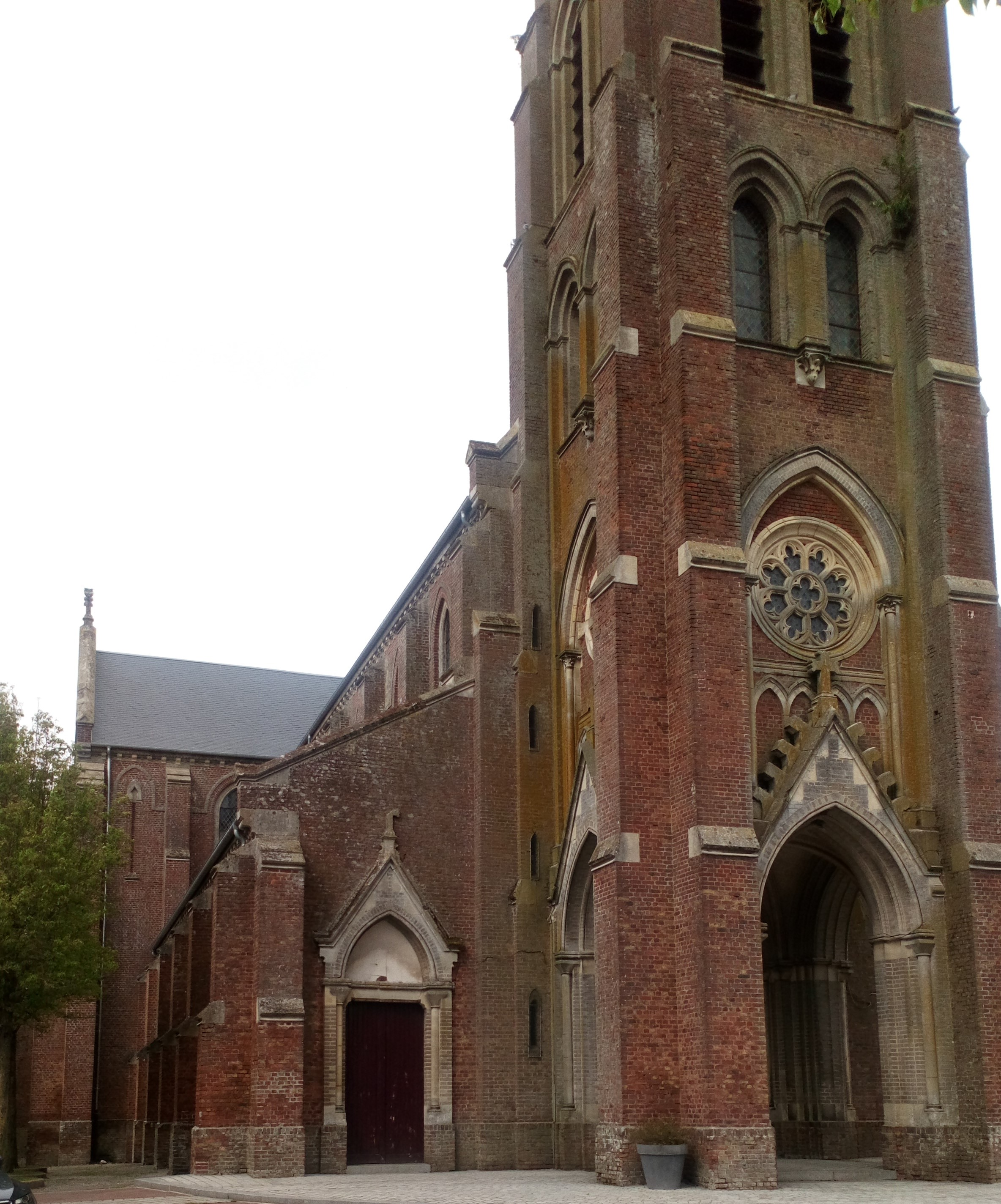
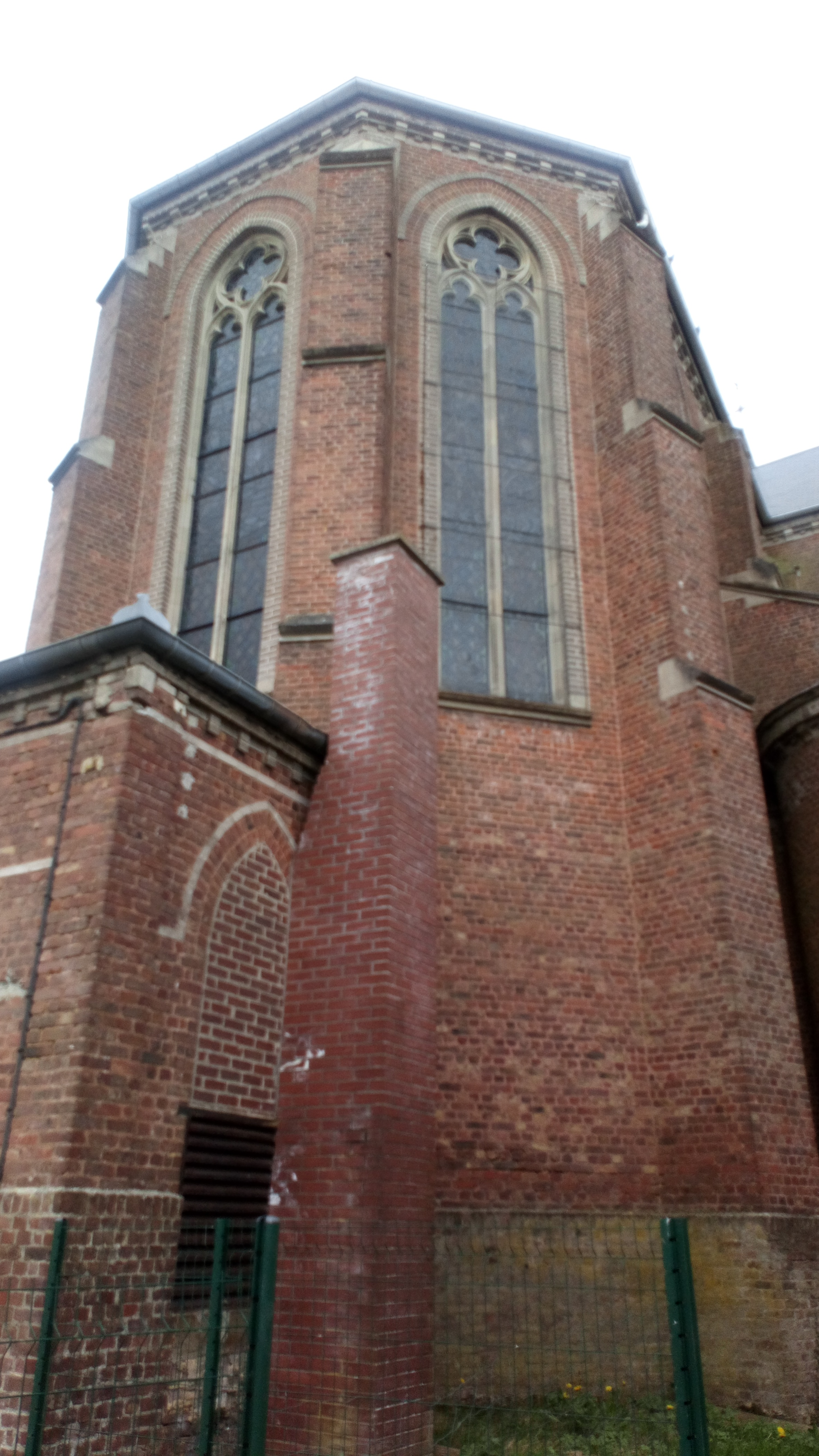

### Intérieur
L'intérieur est décoré de statues et de mobilier liturgique en bois protégés en tant que monuments historiques, au titre d'objets :
- maître-autel avec retable représentant des scènes de la vie de saint Martin[4] ;  néo-gothique.
- autel latéral de l'Assomption avec statue de la Vierge à l'Enfant[5] ;  latéraux ; néo-gothique
- autel latéral du Sacré-Coeur[6] ; les trois de style néo-gothique (1900) ;
- statues :
  - Christ en croix du XVIIIe siècle, en bois polychrome[7] ;
  - Christ en croix du XIXe siècle, en bois polychrome[8] ;
  - Vierge à l'Enfant, en bois polychrome (XIXe siècle)[9] ;
  - saint Antoine de Padoue, en bois peint[10].
- statues non protégées :
  - Jeanne d'Arc ;
  - saint Michel terrassant le démon ;
  - sainte Rita ;
  - saint Jean-Marie Vianney...

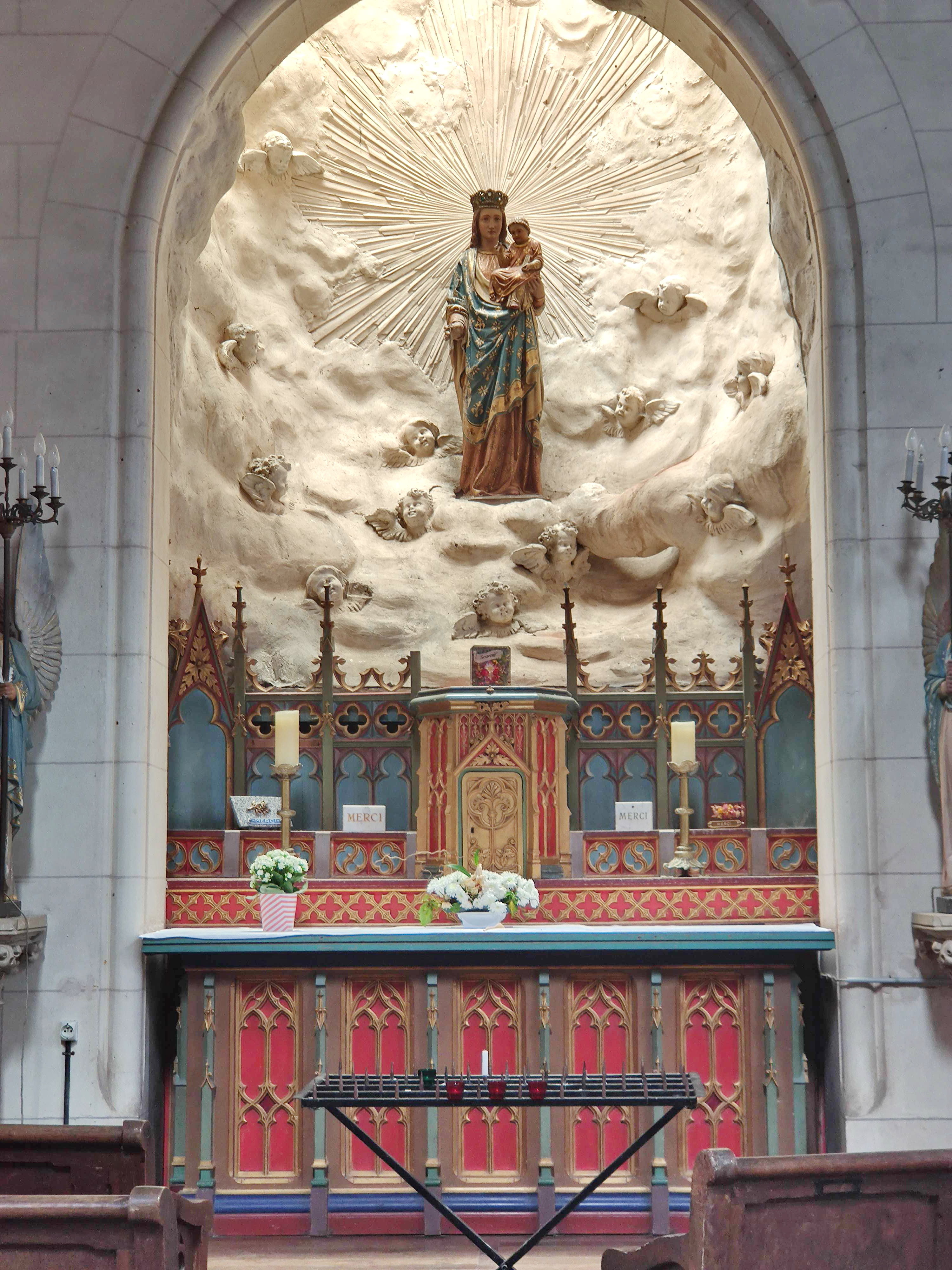
Autel de la Vierge.
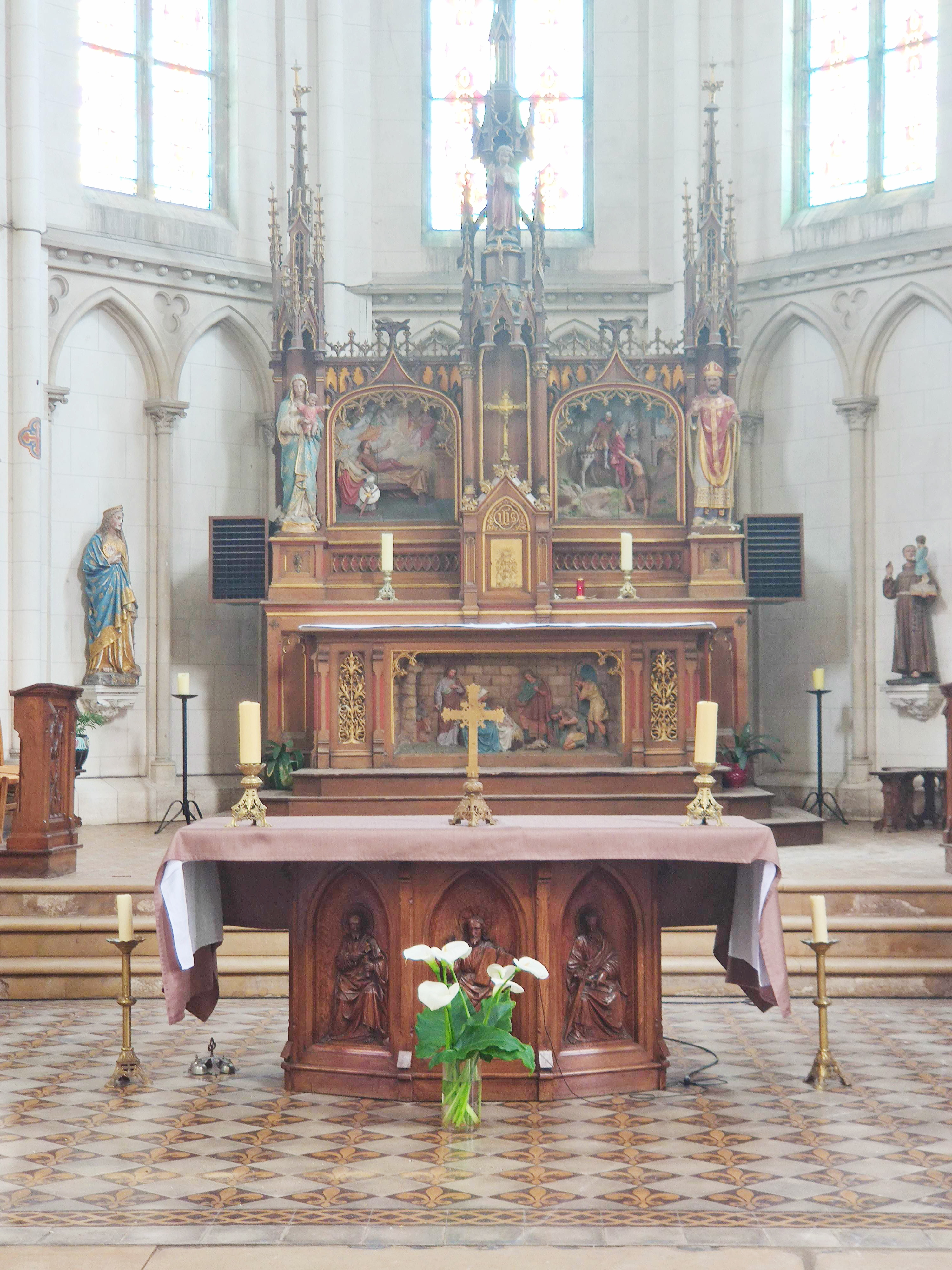
Maîtres-autels.
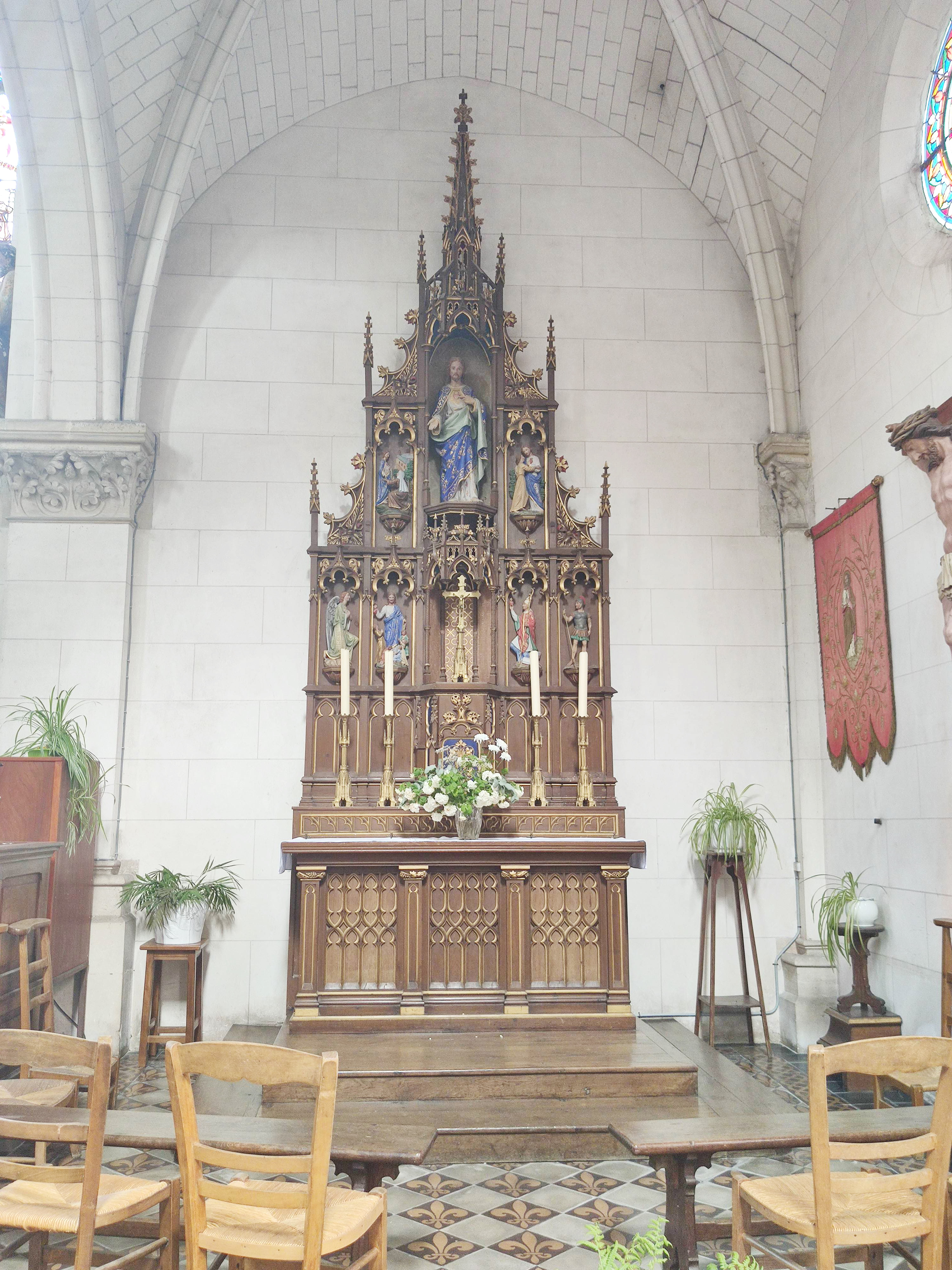
Autel du Sacré-Cœur.
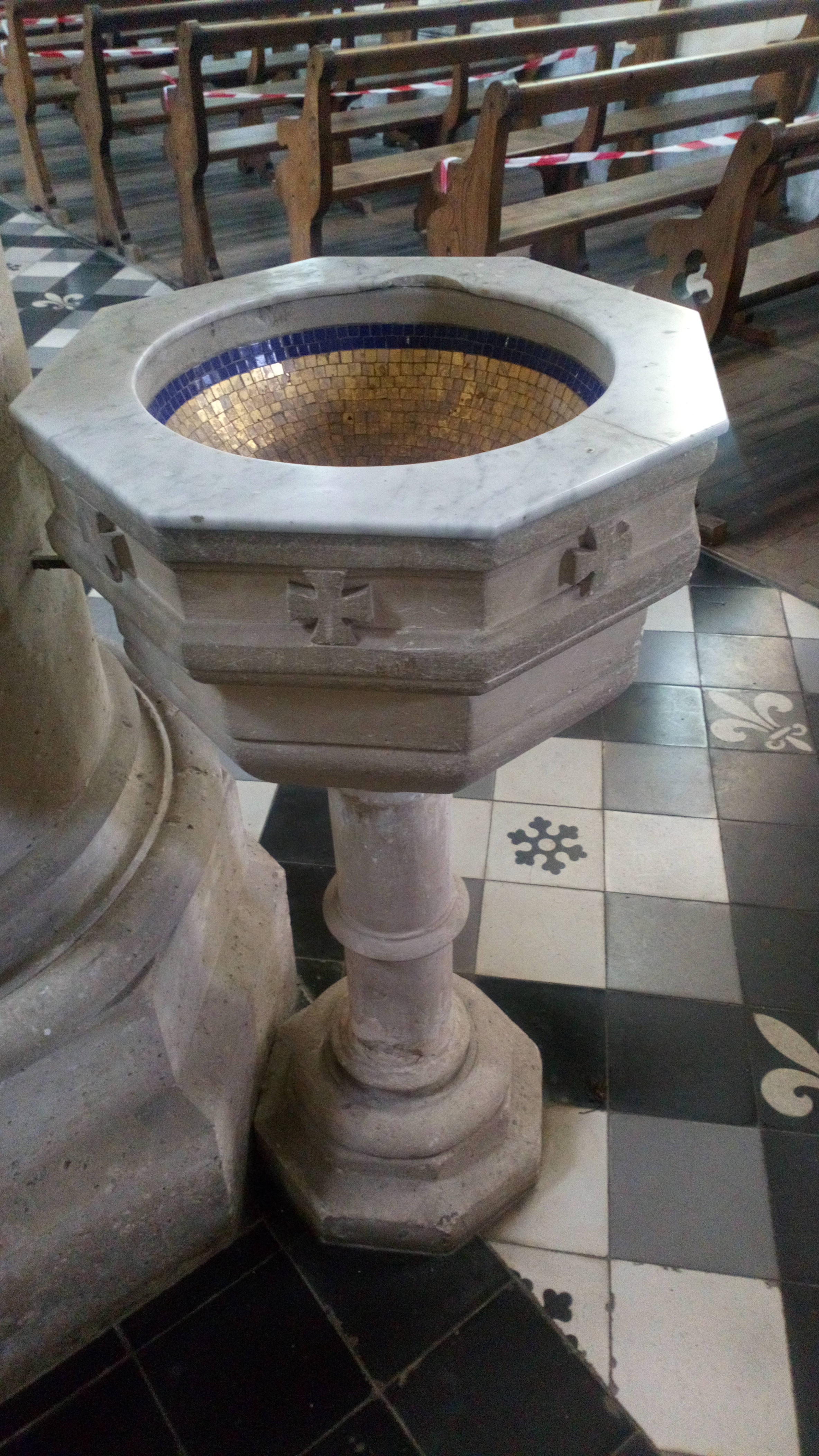
Les fonts baptismaux.
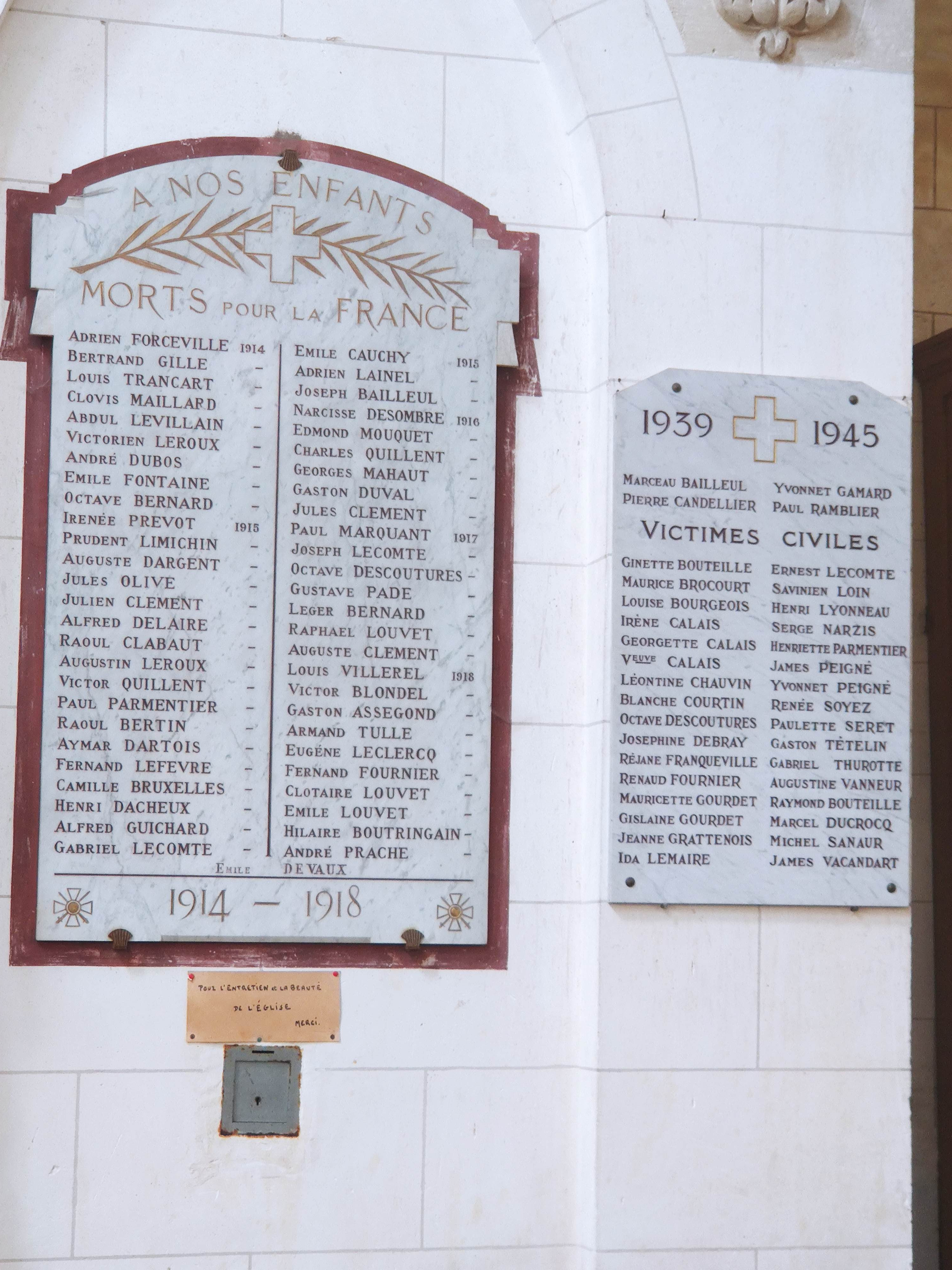
Monument aux morts de la paroisse.

Les fenêtres sont garnies de vitraux réalisés par les ateliers Cagnart d'Amiens, dans le choeur :

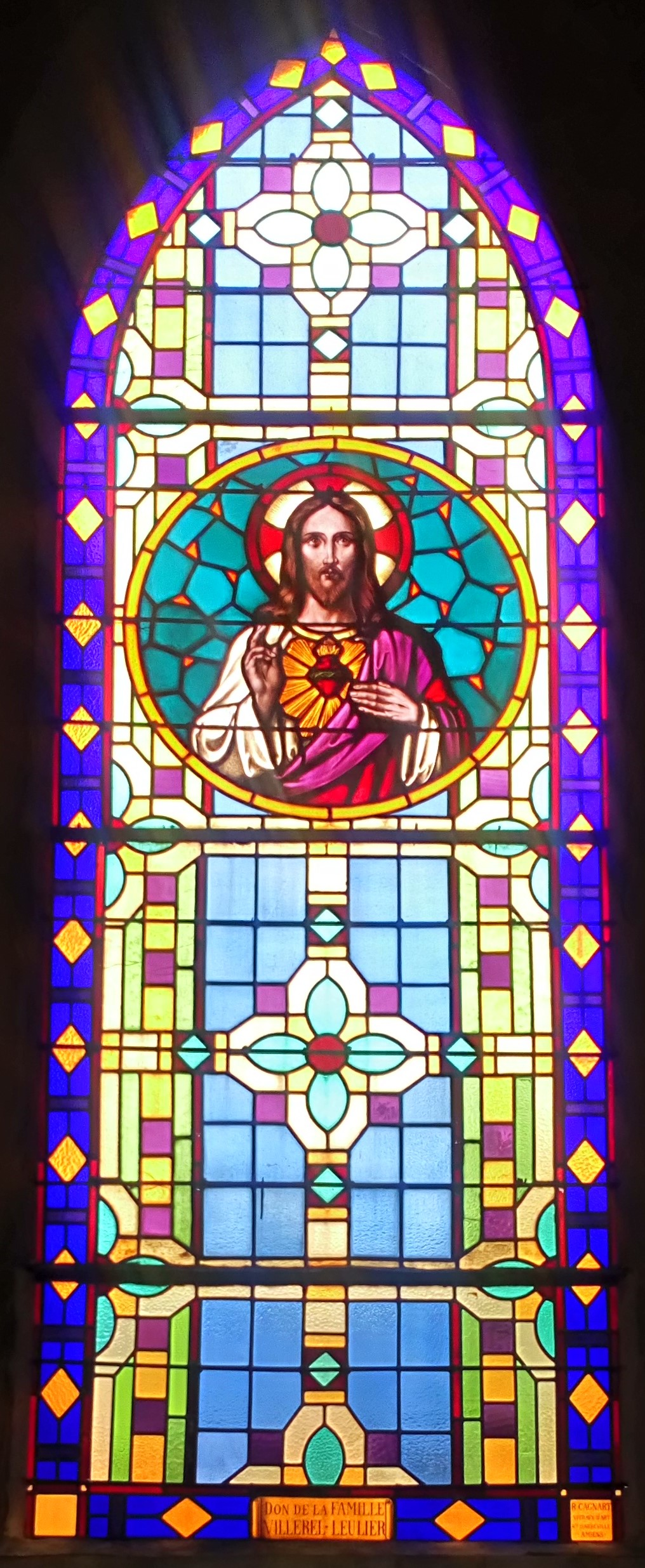
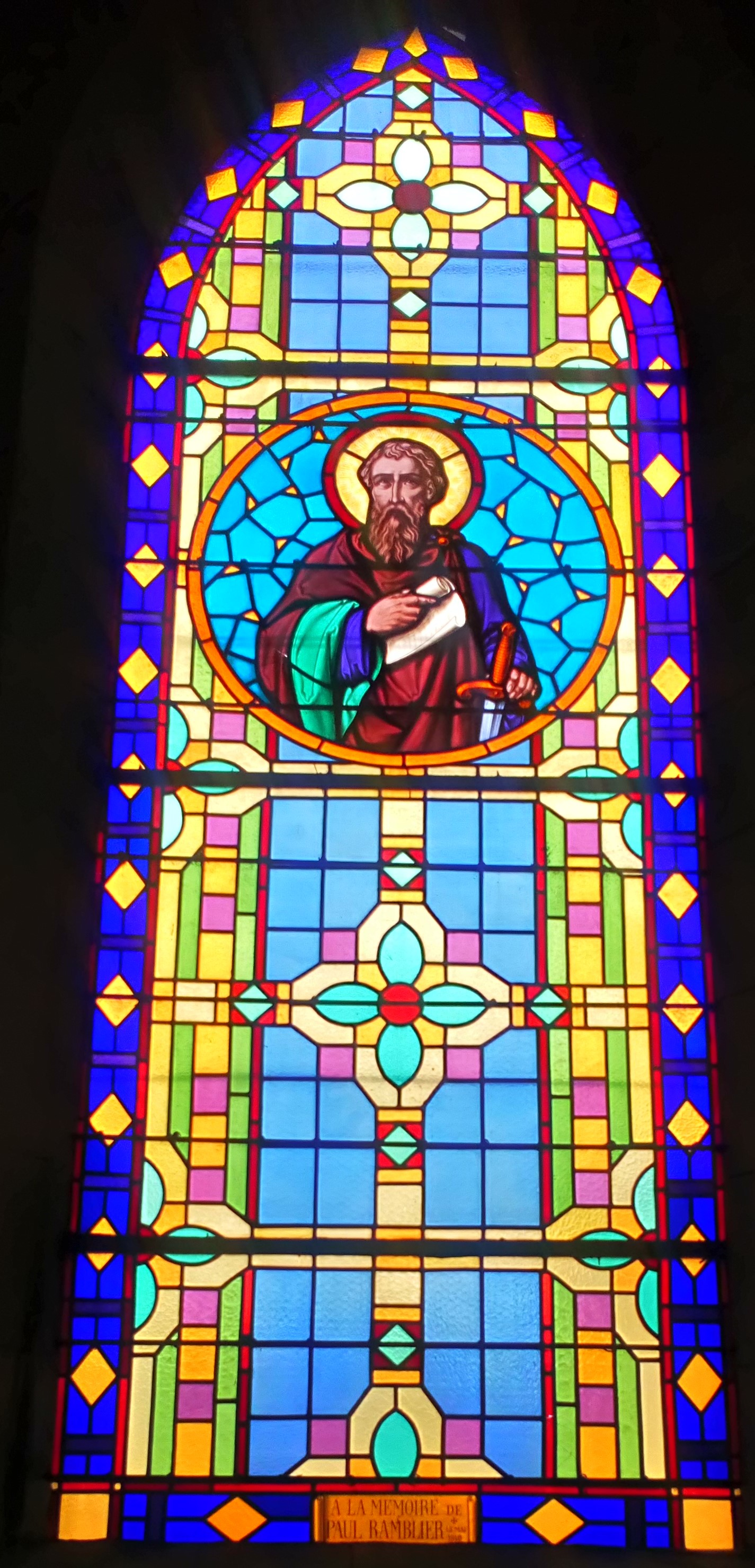
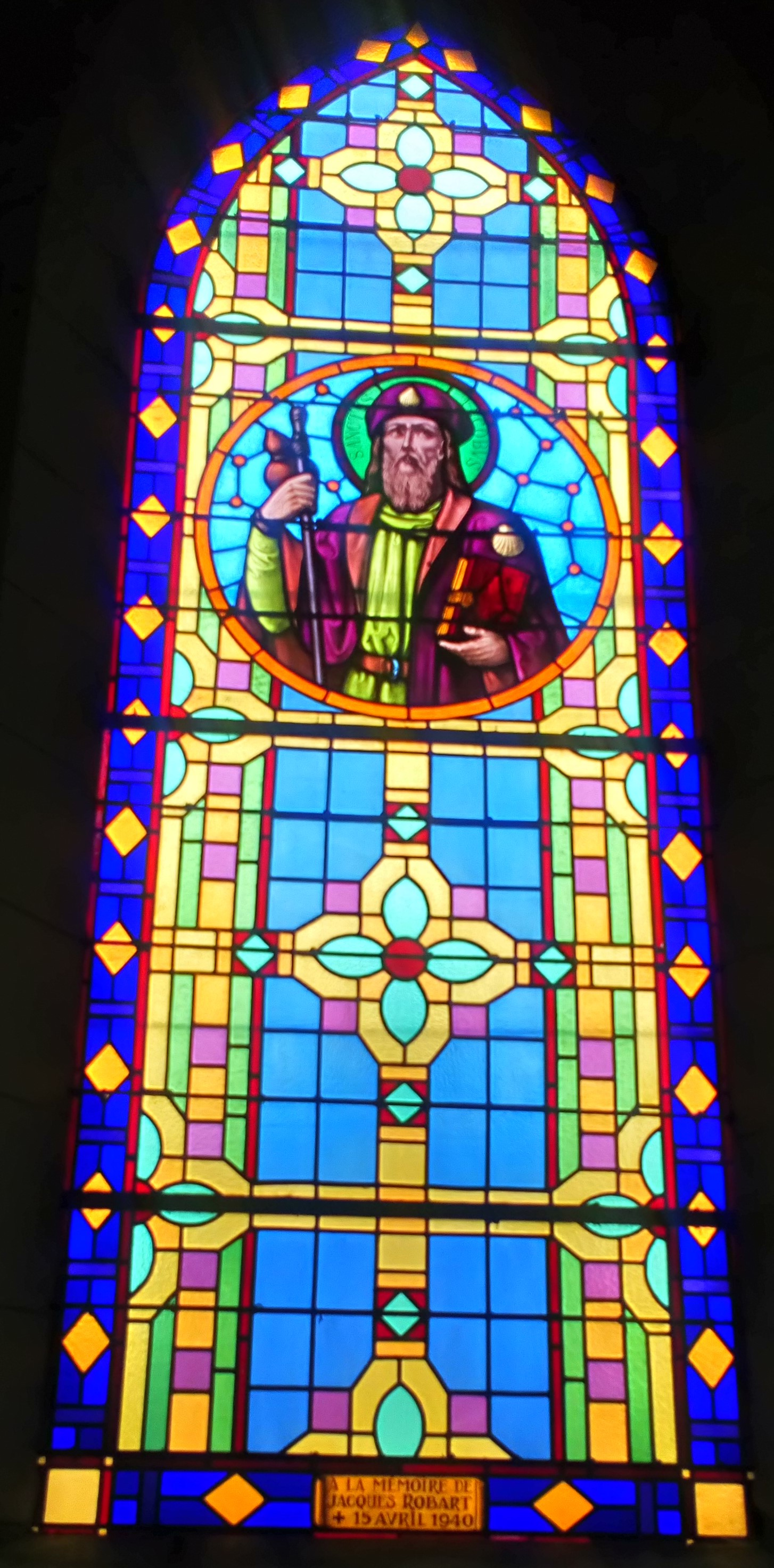
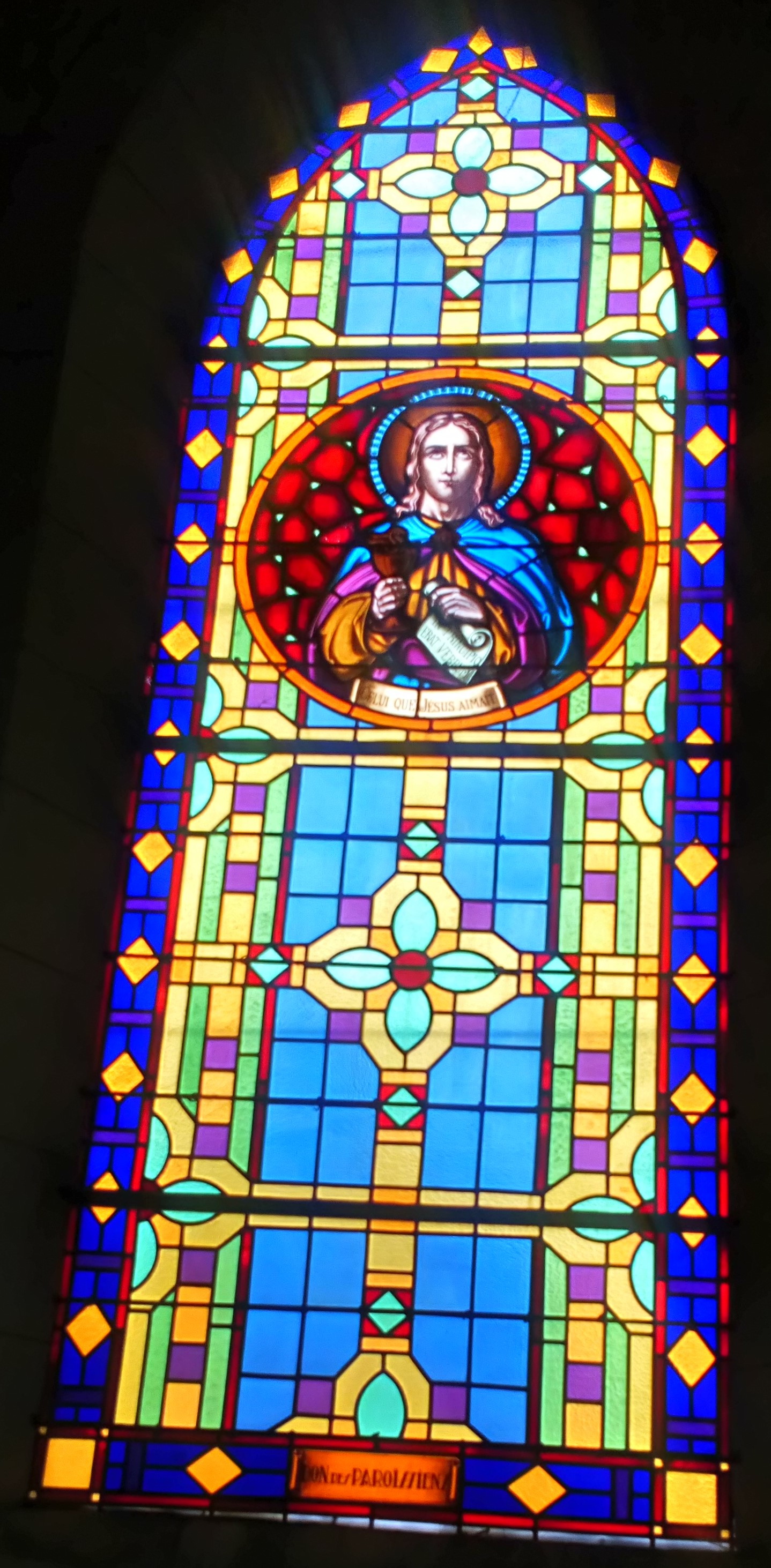
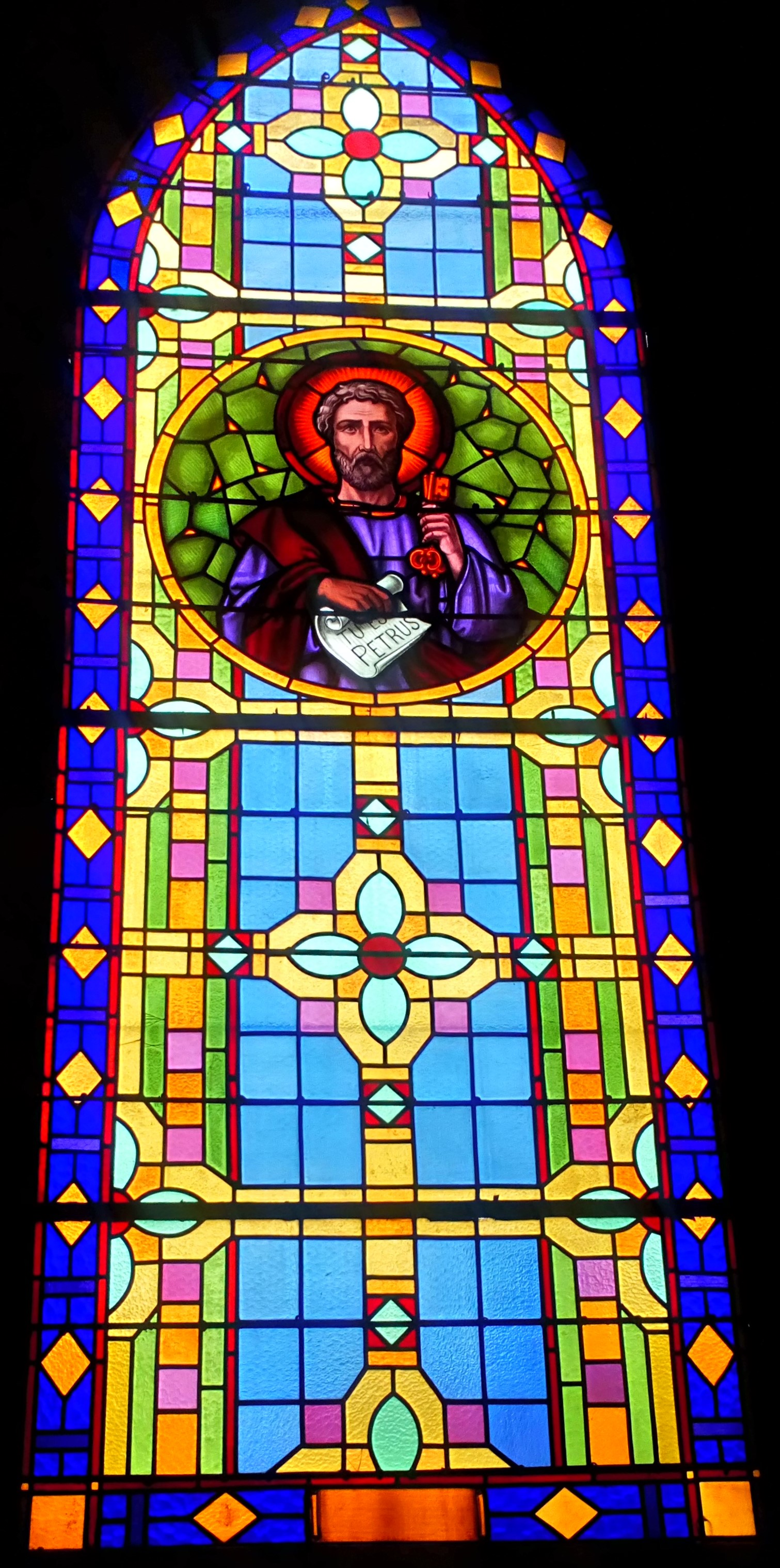
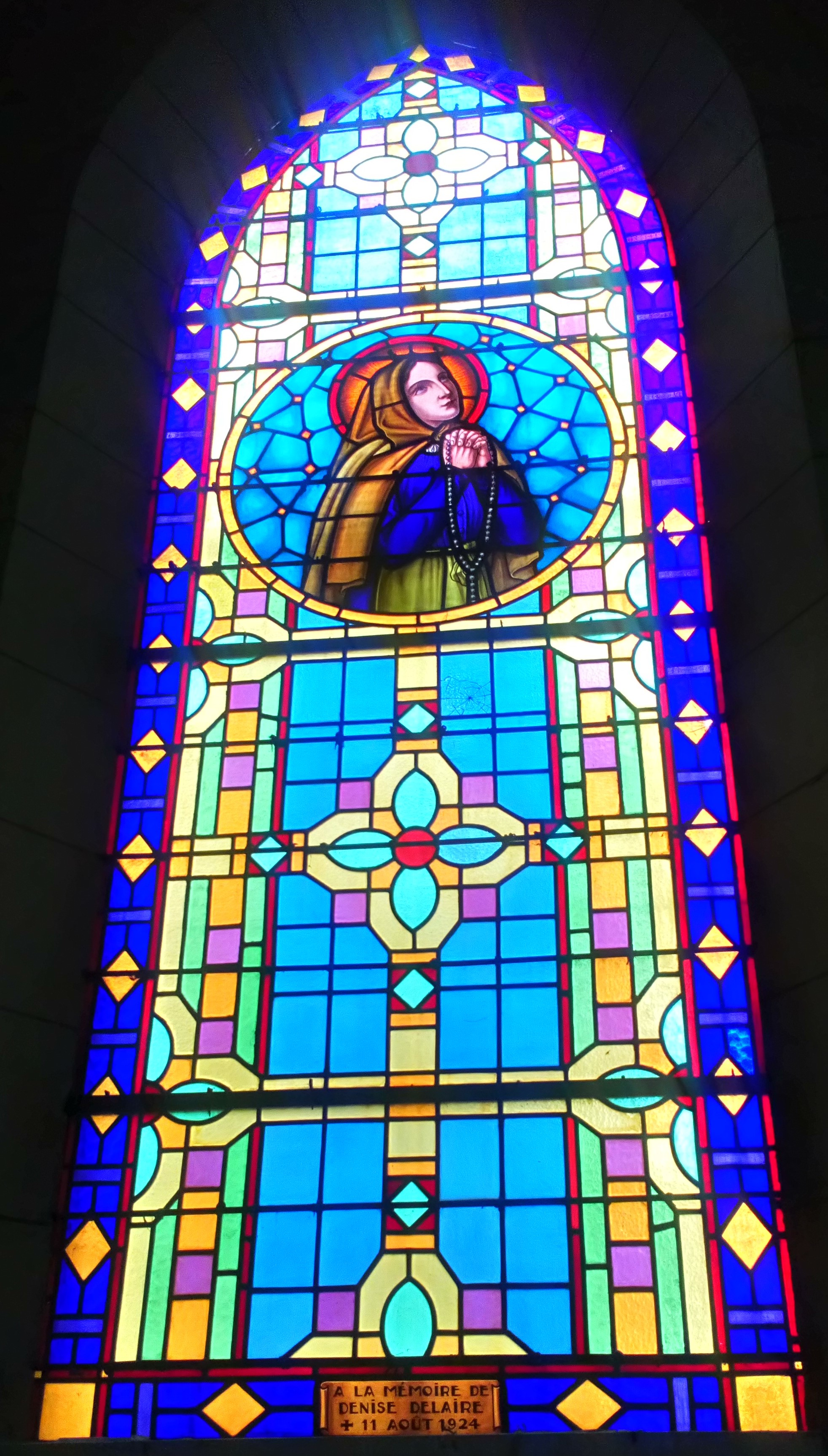
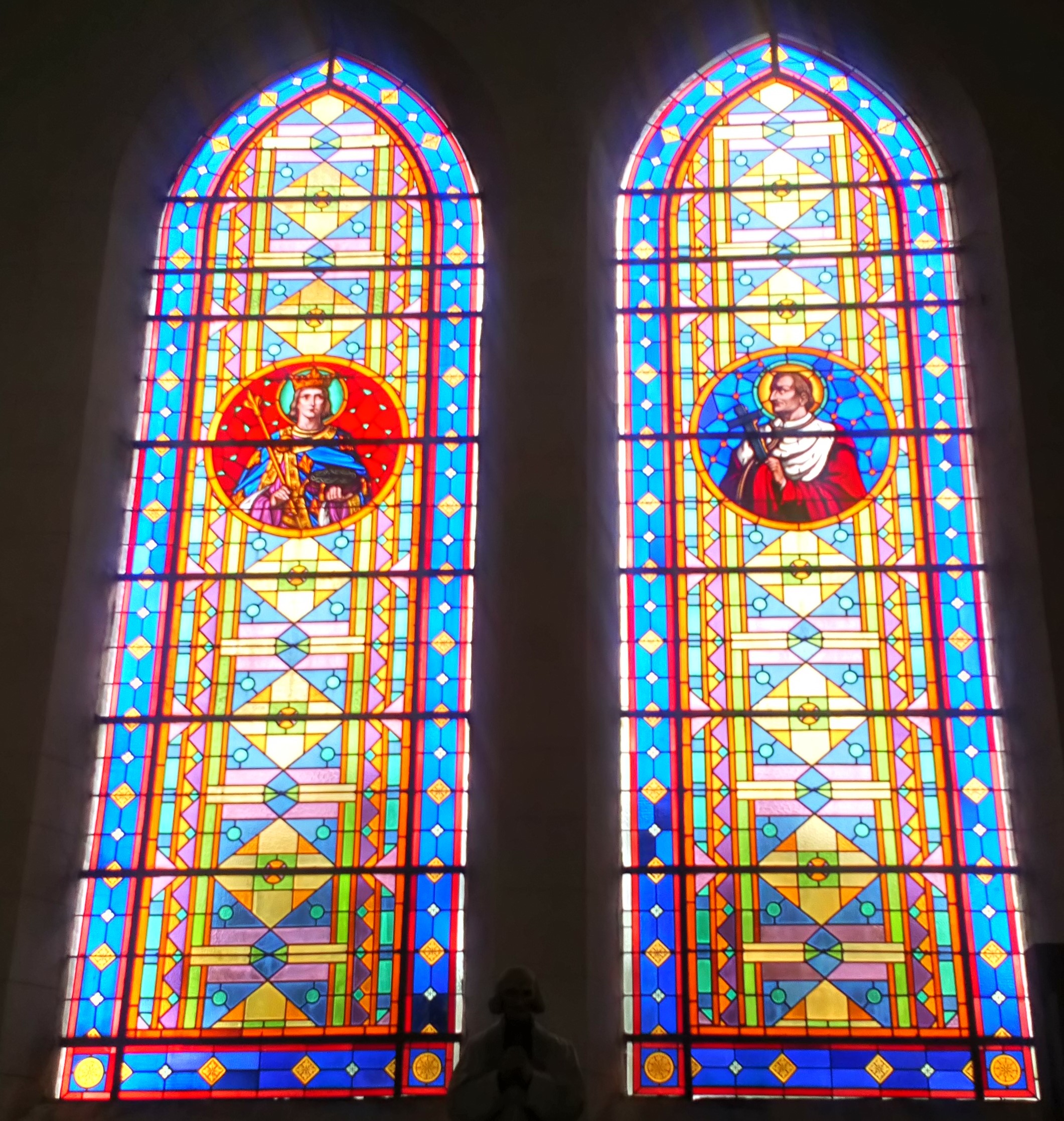
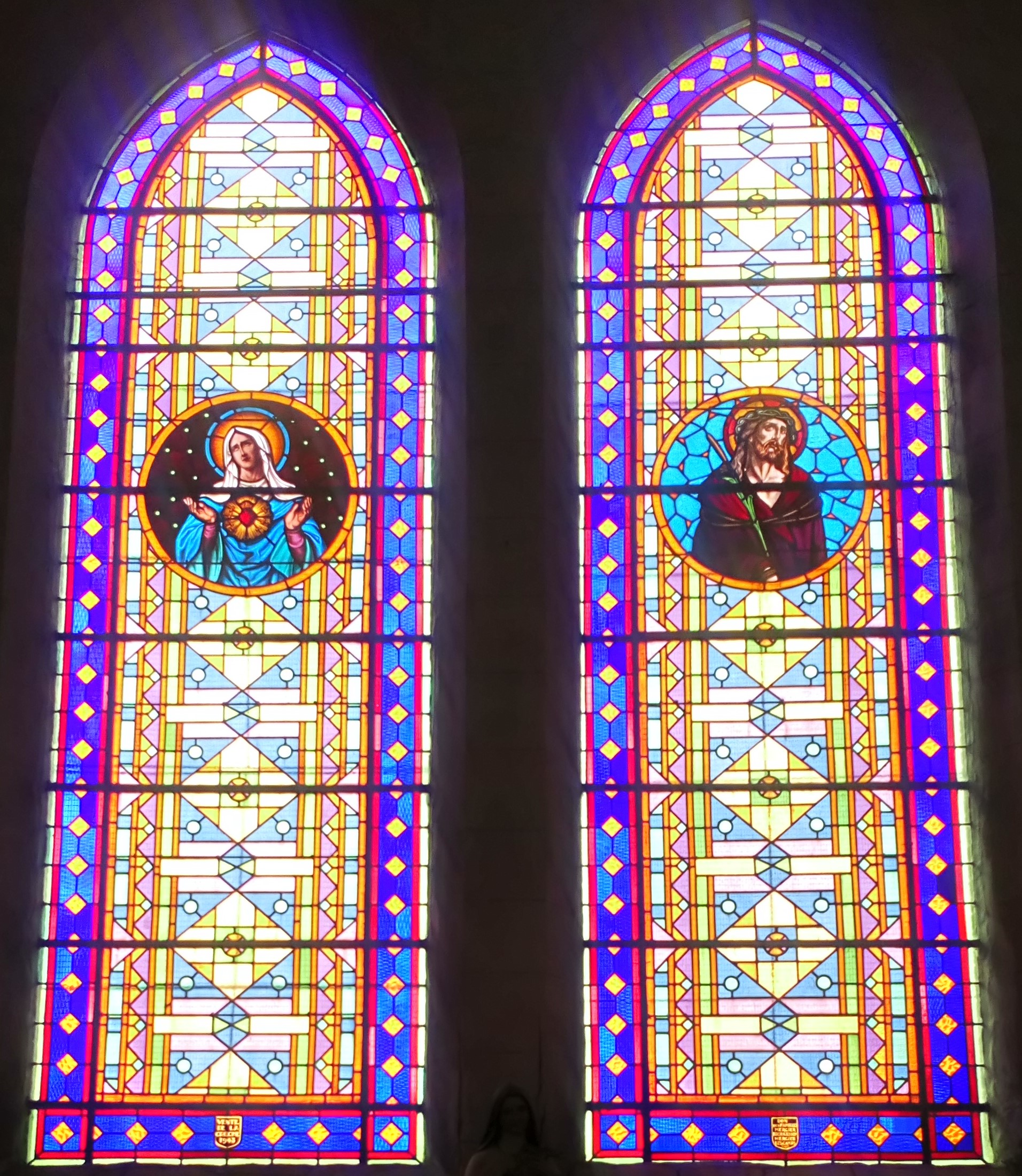

- La Charité de saint Martin ;
- Notre-Dame de Boulogne ;
- Jésus apaisant la tempête ;

dans le transept et la nef :
- saint Louis ;
- Vierge à l'Enfant ;
- Sacré-Coeur de Jésus ;
- saint Pierre ;
- saint Paul ;
- saint Jacques le Majeur ;
- saint Jean l'Evangéliste ;
- saint Louis ;
- sainte Thérèse de Lisieux...